# Lisbeth Delisle
Pour les articles homonymes, voir Delisle.
Lisbeth Delisle, née le 26 avril 1935 à Neuilly-sur-Seine, est une sculptrice française.

## Biographie
Lisbeth Delisle étudie à l'École nationale supérieure des Beaux-Arts de Paris entre 1956 et 1962. Elle y est l'élève de Bernard Couturier, Marcel Gimond et Ossip Zadkine.
Elle a été professeur à l'Université Paris-Sorbonne
Travaillant principalement dans un style figuratif, elle créé dans l'essentiel de sa carrière des personnages à base du plâtre destiné être fondu en bronze, mais aussi à partir de carton, de terre ou de cire. Elle est l'autrice d'une importante production de collages qui fait partie de son travail de sculptrice
Lisbeth Delisle a réalisé la sculpture Hommage à Édith Piaf, fondue par la Fonderie Clémenti, érigée en 2003 sur la place Édith-Piaf dans le 20e arrondissement de Paris. Elle a également réalisé en 1979 les vitraux de l'église de Vaux-le-Pénil et a créé une sculpture-structure Jeux d'enfants à Combs-la-Ville.
Elle participe à de nombreux Salons et manifestations : Salon de Mai, Salon Comparaisons, Terres latines, Formes humaines, Salon d'automne, Salon des artistes français, Salon des femmes peintres et sculpteurs, Salon Brantôme, Biennale de Yerres, Biennale des 109 dont elle est fondatrice et membre active.
Alors qu'elle est lauréate du prix Despiau en 1972, elle décide en décembre 2024 de faire don de 104 de ses œuvres au musée Despiau-Wlérick à Mont de Marsan.

## Récompenses
- 1965 : 2e prix de Rome[2]
- 1970 : prix André Susse[1].
- 1972 : prix Despiau.
- 1978 : Paul-Louis Weiller.
- 1985 : prix Bourdelle[9].
- 1990 : prix Albert Féraud.
- 1998 : prix Léon-Georges Baudry[1] (Fondation Taylor).
- 1999 : prix Dumas-Millier (Académie des beaux-arts).

## Œuvres dans les collections publiques
- Cambrai, musée de Cambrai.
- Mont-de-Marsan, musée Despiau-Wlérick.
- Orsay, mairie.
- Paris, Fonds National d'Art Contemporain.
- Musée Wlérick, Mont de Marsan.

## Expositions

### Expositions personnelles
- 1993 : Galerie Collégiale - Lille.
- 1997 : Galerie Art Public, Paris.
- 1999 : Fondation Taylor, Paris[1],
- 2007 :Première Biennale de sculpture, Yerres[1]
- 2010 : Galerie Collégiale - Lille.
- 2011 : Galerie L'Univers du Bronze, Paris.
- 2013 : Ville de Sarrebruck.
- 2017 et 2018 : Art Élysées, Paris, stand de la Galerie Collégiale - Lille.
- 2021 : Galerie Collégiale-Lille
- 2023 : Galerie de l'Europe, Paris[3]

### Expositions collectives
- 2013 : Bronze - Meisterwerke aus Frankreich : Élisabeth Cibot, Lisbeth Delisle, Jivko, Françoise Naudet, Stadtmuseum Zweibrücken (de), Deux-Ponts.

## Publications
- «Cahier de la Collégiale», Lisbeth Delisle, sculpteur, 2018, format B5, 109 photos, 64 p, Galerie Collégiale - Lille, éditeur.